# Мирнівська селищна рада
Ми́рнівська се́лищна ра́да — адміністративно-територіальна одиниця та орган місцевого самоврядування у складі Євпаторійської міської ради Автономної Республіки Крим. Адміністративний центр — селище міського типу Мирний.

## Загальні відомості
- Населення ради: 4 210 осіб (станом на 1 січня 2011 року)

## Населені пункти
Селищній раді підпорядковані населені пункти:
- смт Мирний

## Склад ради
Рада складається з 20 депутатів та голови.
- Голова ради: Сімех Анатолій Григорович
- Секретар ради: Дугарова Олександра Мен-Хванівна

### Керівний склад попередніх скликань
| Прізвище, ім'я, по батькові | Основні відомості                                                                      | Дата обрання | Дата звільнення |
| --------------------------- | -------------------------------------------------------------------------------------- | ------------ | --------------- |
| Парасків Олег Дмитрович     | Селищний голова, 1966 року народження, освіта                                          | 26.03.2006   | 31.10.2010      |
| Парасків Олег Дмитрович     | Селищний голова, 1966 року народження, безпартійний                                    | 31.10.2010   | 15.12.2013      |
| Сімех Анатолій Григорович   | Селищний голова, 1959 року народження, освіта середня спеціальна, член Партії регіонів | 15.12.2013   |                 |

Примітка: таблиця складена за даними сайту Верховної Ради України

### Депутати
За результатами місцевих виборів 2010 року депутатами ради стали:

#### За суб'єктами висування
| Суб'єкт висування | Кількість обраних депутатів | %  |
| ----------------- | --------------------------- | -- |
| Самовисування     | 12                          | 60 |
| Партія регіонів   | 8                           | 40 |

#### За округами
| № округу        | Прізвище, ім'я, по батькові          | Дата визнання обраним | Освіта             | Партійна приналежність               | Відомості про обраного депутата                                                                     |
| --------------- | ------------------------------------ | --------------------- | ------------------ | ------------------------------------ | --------------------------------------------------------------------------------------------------- |
| Партія регіонів |                                      |                       |                    |                                      | |
| 1               | Сторожук Віра Володимирівна          | 05.11.2010            | середня            | член Партії регіонів                 | КП «Мирний — Наш дім», інженер                                                                      |
| 5               | Рягузова Світлана Миколаївна         | 05.11.2010            | середня            | член Партії регіонів                 | бактеріологічна лабораторія Євпаторійської МСЕС, фельдшер-лаборант                                  |
| 7               | Халілов Вагіф Фрунзевич              | 05.11.2010            | вища               | член Партії регіонів                 | ОК «Донузлав», охоронник                                                                            |
| 9               | Лихобаба Руслана Валеріївна          | 05.11.2010            | вища               | позапартійна                         | приватний підприємець                                                                               |
| 11              | Євтушенко Тетяна Анатоліївна         | 05.11.2010            | середня            | член Партії регіонів                 | КС «Центральний», бухгалтер                                                                         |
| 12              | Лаврентьєв Євгеній Борисович         | 05.11.2010            | середня            | член Партії регіонів                 | Пожежна частина № 10 смт Мирний, начальник караулу                                                  |
| 15              | Придатко Анатолій Степанович         | 05.11.2010            | вища               | позапартійний                        | пенсіонер                                                                                           |
| 18              | Тузова Валентина Миколаївна          | 05.11.2010            | середня            | член Партії регіонів                 | ОДС «Євпаторія», медична сестра                                                                     |
| Самовисування   |                                      |                       |                    |                                      | |
| 2               | Порошин Вадим Валерійович            | 05.11.2010            | вища               | позапартійний                        | відділ ведення Державного реєстру виборців Євпаторійської міської ради, заступник керівника відділу |
| 3               | Калінін Ігор Віталійович             | 05.11.2010            | вища               | позапартійний                        | пенсіонер                                                                                           |
| 4               | Ковальчук Борис Федорович            | 15.11.2010            | середня спеціальна | позапартійний                        | тимчасово не працює                                                                                 |
| 6               | Магомедова Валентина Григорівна      | 10.01.2011            | вища               | позапартійна                         | пенсіонер                                                                                           |
| 8               | Слабодчиков Юрій Єгорович            | 10.01.2011            | середня спеціальна | член Партії регіонів                 | суб'єкт підприємницької діяльності                                                                  |
| 10              | Манукян Вачіган Спартакович          | 05.11.2010            | середня            | позапартійний                        | приватний підприємець                                                                               |
| 13              | Березанська Валентина Федорівна      | 05.11.2010            | вища               | позапартійна                         | Кримський інститут землеустрою, інженер 1 категорії                                                 |
| 14              | Шах Ігор Вікторович                  | 05.11.2010            | вища               | позапартійний                        | КП «Мирний-Наш дім», майстер технічної дільниці                                                     |
| 16              | Тихановський Олександр Станіславович | 10.01.2011            | вища               | позапартійний                        | СПД                                                                                                 |
| 17              | Дугарова Олександра Мен-Хванівна     | 05.11.2010            | вища               | член Республіканської партії України | Мирнівська селищна рада, фахівець 1-ї категорії                                                     |
| 19              | Філіппенкова Тетяна Миколаївна       | 05.11.2010            | середня            | позапартійна                         | приватний підприємець                                                                               |
| 20              | Леоненко Володимир Валерійович       | 05.11.2010            | вища               | позапартійний                        | Національний центр управління та випробувань космічних засобів, провідний спеціаліст                |